# سقف‌سنج

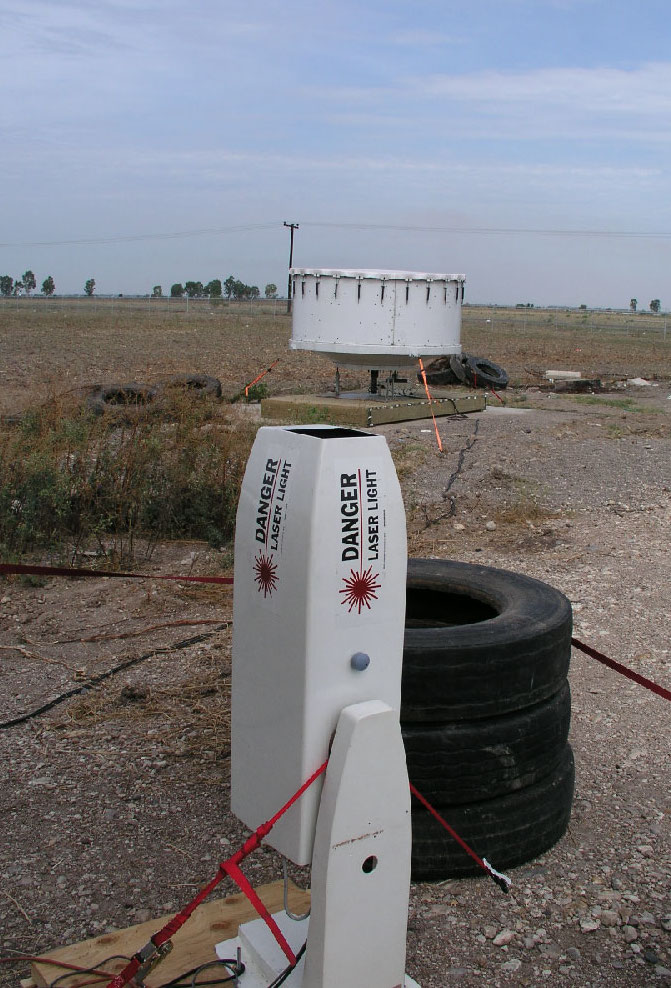
یک سلومتر لیزری

سقف‌سنج یا سلومتر (به فرانسوی: Célomètre) دستگاهی است که به وسیلهٔ لیزر یا یک منبع نور دیگر مسافت کف ابر را تا زمین مشخص می‌کند. سقف‌سنج‌ها در زمینهٔ هوانوردی و همچنین برای اندازه گیری میزان تمرکز هواپخشها یا غلظت ذرات معلق در اتمسفر کاربرد دارند.